# Palazzo Pegna
Palazzo Pegna è un edificio del centro storico di Firenze, situato tra via dello Studio 8 e via dei Bonizzi.

## Storia e descrizione
L'edificio originario, sicuramente di antica fondazione, è segnalato da Guido Carocci tra le proprietà possedute in antico a Firenze dalla famiglia dei da Romena. Attorno alla metà dell'Ottocento il palazzo passò alla famiglia Pegna che lo rese celebre per la bottega di alimentari drogheria e mesticheria aperta nel 1860 da Cesare Pegna negli ambienti al terreno, ancora oggi attiva sebbene passata ad altra proprietà (gli arredi interni sono stati sostituiti in occasione dei lavori di ristrutturazione del 1985). 
Attualmente l'immobile si presenta con un ampio prospetto di quattro piani per sette assi, il terreno a finto bugnato segnato da una successione di arcate, i piani superiori con finestre ad arco allineate su ricorsi in pietra e incorniciate da ghiere sempre in pietra, più rilevate al piano nobile, a filo dell'intonaco ai piani superiori. Nonostante il disegno rimandi chiaramente alla tradizione quattro-cinquecentesca, appaiono evidenti le integrazioni e gli interventi ottocenteschi che ne hanno fatto in buona parte perdere il carattere antico. 
Sul cancello che chiude l'androne ricorre uno scudo con arme e le iniziali CP, probabilmente in riferimento a Cesare Pegna. Tutto l'edificio è stato restaurato e ritinteggiato (ante 2011).